# Калверт-Льюин, Доминик
Домини́к Натаниэ́л Ка́лверт-Лью́ин (англ. Dominic Nathaniel Calvert-Lewin; род. 16 марта 1997, Шеффилд, Йоркшир и Хамбер) — английский футболист, выступающий на позиции центрального нападающего. Бывший игрок национальной сборной Англии.

## Клубная карьера
Доминик Калверт-Льюин — воспитанник клуба «Шеффилд Юнайтед», за юношеские и молодёжные команды которого начал выступать в 8 лет.
Дебют футболиста за основной состав «Шеффилда» состоялся 25 апреля 2015 года в матче против лондонского «Лейтона». Нападающий вышел на замену на 66 минуте игры. 7 августа 2015 года на правах аренды до января перешёл в «Нортгемптон Таун», где в 26 матчах во всех турнирах отметился 8 голами. Во второй половине сезона вернулся в «Шеффилд Юнайтед» и принял участие в девяти матчах команды.
31 августа 2016 года перешёл в клуб Премьер-лиги «Эвертон» за 1,5 млн фунтов. Дебют игрока в основном составе команды состоялся 13 декабря 2016 года, когда он вышел на замену в матче против «Арсенала». 18 марта 2017 года футболист забил свой первый гол в АПЛ, поразив ворота «Халл Сити». В сезоне 2016/17 этот гол остался единственным на счету футболиста в одиннадцати матчах, в которых он появлялся на поле.
В сезоне 2017/18 Калверт-Льюин стал играть в основном составе «ирисок» уже более регулярно: он провёл 32 матча в АПЛ и забил четыре гола, а также записал на свой счёт четыре гола за «Эвертон» в других турнирах. В следующем сезоне нападающему вновь удалось увеличить количество голов в Премьер-лиге: в 35 матчах он отправил в ворота соперников «ирисок» шесть голов.
Прорывным для нападающего стал сезон 2019/20: 7 декабря 2019 года он оформил свой первый дубль в АПЛ в ворота «Челси» в матче, который «Эвертон» выиграл со счётом 3:1, а всего за турнир забил 13 голов в 36 матчах. С этим результатом он наряду с Ришарлисоном стал лучшим бомбардиром команды в том сезоне.
19 сентября 2020 года Калверт-Льюин оформил свой первый хет-трик в АПЛ, отправив три мяча в ворота «Вест Бромвича». Ещё через 11 дней оформил второй хет-трик в профессиональной карьере в матче Кубка Английской лиги против «Вест Хэма». В сентябре 2020 года был признан игроком месяца английской Премьер-лиги, после того как забил голы в каждом из четырёх стартовых матчей «Эвертона» в сезоне. 17 октября 2020 года забил гол в пятом подряд матче со старта АПЛ, поразив ворота «Ливерпуля» в мерсисайдском дерби (2:2). Всего в сезоне 2020/21 забил 21 гол в 33 матчах за «Эвертон» во всех турнирах. 21 мая 2021 года получил награду лучшему игроку «Эвертона» по итогам сезона.

## Карьера в сборной
В 2016 году начал выступать за молодёжную сборной Англии (до 20 лет), в составе которой летом 2017 года принял участие в молодёжном чемпионате мира. На турнире Калверт-Льюин принял участие во всех семи матчах сборной Англии, забил 2 гола (включая единственный гол в финальном матче против команды Венесуэлы) и стал в её составе чемпионом мира в этой возрастной категории.
1 октября 2020 года впервые в карьере был вызван в национальную сборную Англии. 8 октября 2020 года в товарищеском матче против сборной Уэльса состоялся дебют нападающего в сборной Англии. В первом же матче за сборную Калверту-Льюину удалось отметиться победным голом в матче, который англичане выиграли со счётом 3:0.
Летом 2021 года в составе сборной Англии принял участие в чемпионате Европы, где команда дошла до финала. Сам Калверт-Льюин на турнире дважды выходил на замены: сначала в матче группового этапа против сборной Хорватии, а затем в четвертьфинале против сборной Украины.

## Статистика выступлений

### Клубная
| Выступление          | Выступление      | Выступление      | Лига | Лига | Кубок | Кубок | Кубок лиги | Кубок лиги | Еврокубки | Еврокубки | Прочие | Прочие | Итого | Итого |
| Клуб                 | Лига             | Сезон            | Игры | Голы | Игры  | Голы  | Игры       | Голы       | Игры      | Голы      | Игры   | Голы   | Игры  | Голы  |
| -------------------- | ---------------- | ---------------- | ---- | ---- | ----- | ----- | ---------- | ---------- | --------- | --------- | ------ | ------ | ----- | ----- |
| Шеффилд Юнайтед      | Лига 1           | 2014/15          | 2    | 0    | 0     | 0     | 0          | 0          | 0         | 0         | 0      | 0      | 2     | 0     |
| Шеффилд Юнайтед      | Лига 1           | 2015/16          | 9    | 0    | 0     | 0     | 0          | 0          | 0         | 0         | 0      | 0      | 9     | 0     |
| Шеффилд Юнайтед      | Лига 1           | 2016/17          | 0    | 0    | 0     | 0     | 1          | 0          | 0         | 0         | 0      | 0      | 1     | 0     |
| Шеффилд Юнайтед      | Итого            | Итого            | 11   | 0    | 0     | 0     | 1          | 0          | 0         | 0         | 0      | 0      | 12    | 0     |
| → Стейлибридж Селтик | Сев. Конференция | 2014/15          | 5    | 6    | 0     | 0     | 0          | 0          | 0         | 0         | 0      | 0      | 5     | 6     |
| → Стейлибридж Селтик | Итого            | Итого            | 5    | 6    | 0     | 0     | 0          | 0          | 0         | 0         | 0      | 0      | 5     | 6     |
| → Нортгемптон Таун   | Лига 2           | 2015/16          | 20   | 5    | 2     | 1     | 2          | 1          | 0         | 0         | 2      | 1      | 26    | 8     |
| → Нортгемптон Таун   | Итого            | Итого            | 20   | 5    | 2     | 1     | 2          | 1          | 0         | 0         | 2      | 1      | 26    | 8     |
| Эвертон              | Премьер-лига     | 2016/17          | 11   | 1    | 0     | 0     | 0          | 0          | 0         | 0         | 0      | 0      | 11    | 1     |
| Эвертон              | Премьер-лига     | 2017/18          | 32   | 4    | 1     | 0     | 2          | 3          | 9         | 1         | 0      | 0      | 44    | 8     |
| Эвертон              | Премьер-лига     | 2018/19          | 35   | 6    | 2     | 0     | 1          | 2          | 0         | 0         | 0      | 0      | 38    | 8     |
| Эвертон              | Премьер-лига     | 2019/20          | 36   | 13   | 1     | 0     | 4          | 2          | 0         | 0         | 0      | 0      | 41    | 15    |
| Эвертон              | Премьер-лига     | 2020/21          | 33   | 16   | 3     | 2     | 3          | 3          | 0         | 0         | 0      | 0      | 39    | 21    |
| Эвертон              | Премьер-лига     | 2021/22          | 17   | 5    | 1     | 0     | 0          | 0          | 0         | 0         | 0      | 0      | 18    | 5     |
| Эвертон              | Премьер-лига     | 2022/23          | 17   | 2    | 1     | 0     | 0          | 0          | 0         | 0         | 0      | 0      | 18    | 2     |
| Эвертон              | Премьер-лига     | 2023/24          | 32   | 7    | 3     | 0     | 3          | 1          | 0         | 0         | 0      | 0      | 38    | 8     |
| Эвертон              | Премьер-лига     | 2024/25          | 26   | 3    | 0     | 0     | 0          | 0          | 0         | 0         | 0      | 0      | 26    | 3     |
| Эвертон              | Итого            | Итого            | 239  | 57   | 12    | 2     | 13         | 11         | 9         | 1         | 0      | 0      | 273   | 71    |
| Всего за карьеру     | Всего за карьеру | Всего за карьеру | 275  | 68   | 14    | 3     | 16         | 12         | 9         | 1         | 2      | 1      | 316   | 85    |

### Международная
| Сборная          | Сезон            | Товарищеские | Товарищеские | Официальные | Официальные | Итого | Итого |
| Сборная          | Сезон            | Игры         | Голы         | Игры        | Голы        | Игры  | Голы  |
| ---------------- | ---------------- | ------------ | ------------ | ----------- | ----------- | ----- | ----- |
| Англия           |                  |              |              |             |             |       |       |
| 2020             | 2                | 2            | 3            | 0           | 5           | 2     |       |
| 2021             | 2                | 0            | 4            | 2           | 6           | 2     |       |
| Всего за карьеру | Всего за карьеру | 4            | 2            | 7           | 2           | 11    | 4     |

### Матчи за сборную
| №  | Дата            | Оппонент   | Счёт | Голы | Карточки     | Минуты | Соревнование              |
| -- | --------------- | ---------- | ---- | ---- | ------------ | ------ | ------------------------- |
| 1  | 8 октября 2020  | Уэльс      | 3:0  | 1    | —            | 58'    | Товарищеский матч         |
| 2  | 11 октября 2020 | Бельгия    | 2:1  | —    | —            | 66'    | Лига наций УЕФА 2020/2021 |
| 3  | 14 октября 2020 | Дания      | 0:1  | —    | —            | 18'    | Лига наций УЕФА 2020/2021 |
| 4  | 12 ноября 2020  | Ирландия   | 3:0  | 1    | —            | 63'    | Товарищеский матч         |
| 5  | 15 ноября 2020  | Бельгия    | 1:2  | —    | —            | 21'    | Лига наций УЕФА 2020/2021 |
| 6  | 25 марта 2021   | Сан-Марино | 5:0  | 2    | —            | 63'    | Отборочные матчи ЧМ 2022  |
| 7  | 31 марта 2021   | Польша     | 2:1  | —    | —            | 1'     | Отборочные матчи ЧМ 2022  |
| 8  | 2 июня 2021     | Австрия    | 1:0  | —    | Предупреждён | 29'    | Товарищеский матч         |
| 9  | 6 июня 2021     | Румыния    | 1:0  | —    | —            | 82'    | Товарищеский матч         |
| 10 | 13 июня 2021    | Хорватия   | 1:0  | —    | —            | 1'     | Финальные матчи ЧЕ 2020   |
| 11 | 3 июля 2021     | Украина    | 4:0  | —    | —            | 17'    | Финальные матчи ЧЕ 2020   |

Итого: 11 матчей / 4 гола; 9 побед, 0 ничьих, 2 поражения.

## Достижения

### Командные
Сборная Англии (до 20 лет)
- Чемпион мира среди игроков до 20 лет: 2017

Сборная Англии
- Финалист чемпионата Европы: 2020

### Личные
- Игрок месяца английской Премьер-лиги: сентябрь 2020
- Игрок года ФК «Эвертон»: 2020/21